# Holocausto Canibal (banda)

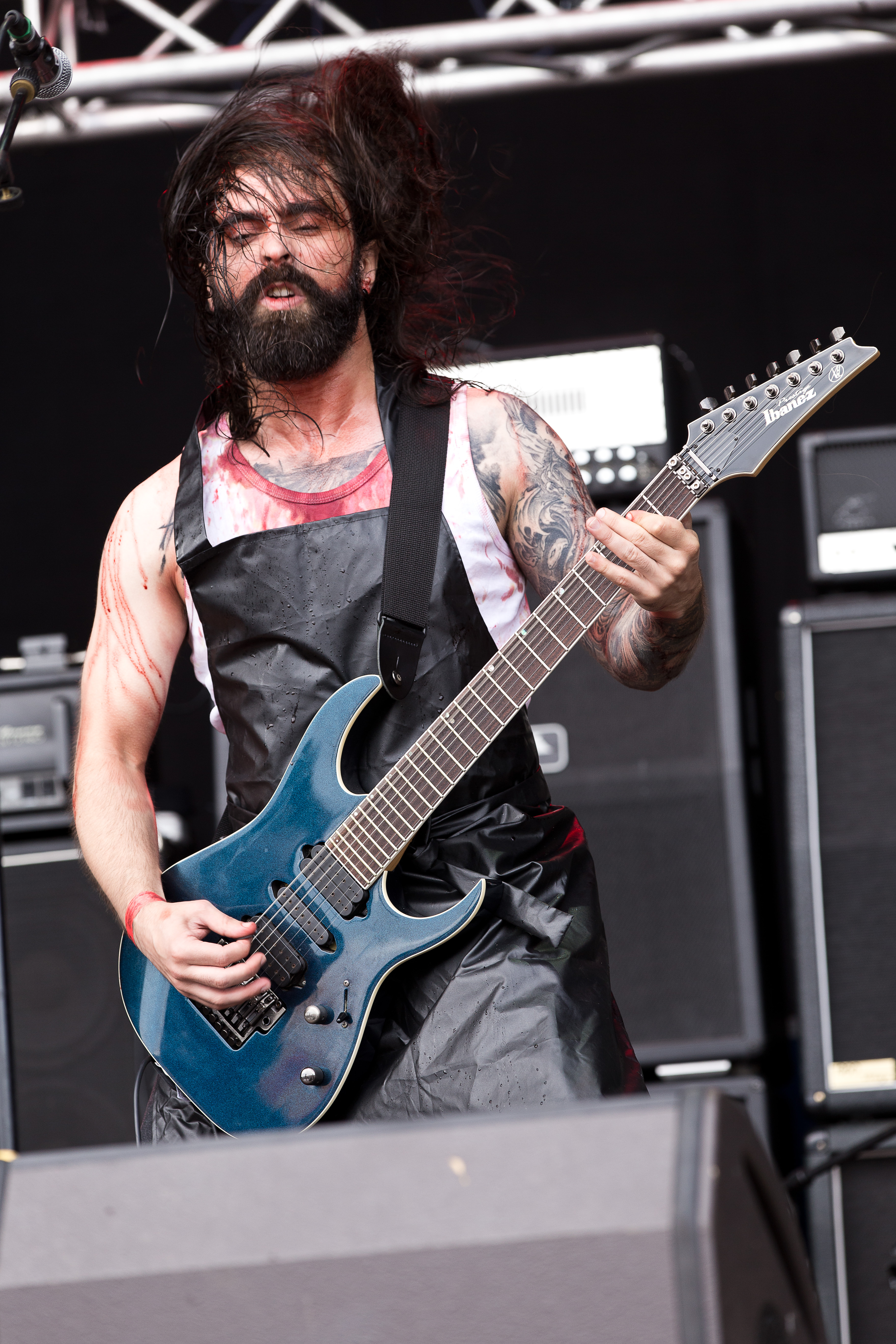
Guitarrista da banda Holocausto Canibal

Holocausto Canibal é uma banda de grindcore oriunda de Rio Tinto, Portugal. Formados em 1997, o grupo lançou uma demo, quatro álbuns de estúdio, três EPs, três splits, um álbum compilatório e são considerados uma das bandas portuguesa de música extrema mais conhecidas no cenário mundial.
O som da banda é influenciado por bandas como Carcass, Impetigo, Dead Infection, Blood e Deranged, misturando grindcore com alguns elementos de death metal, enquanto que as letras se centram em temáticas como o gore, perversão sexual e parafilias, sendo todas elas escritas e cantadas em português.[carece de fontes?]

## História

### 1997 - 2002: Primeiros tempos, primeiras reacções e "Gonorreia Visceral"
Holocausto Canibal foram criados no Outono de 1997 pelo baixista Z. Pedro, que depois recrutou o vocalista Ricardo S., Nuno P. para as guitarras e J. Lamelas para a bateria, formando o primeiro line-up oficial.[carece de fontes?]
O seu nome foi inspirado na obra-prima de Ruggero Deodato Cannibal Holocaust, tendo o seu logótipo sido criado por Christophe Szpajdel, artista plástico que também desenhou os logótipos de bandas como Emperor e Arcturus, entre outros. Ao escolher este nome a banda pretendeu prestar homenagem ao filme e ao seu realizador, que consideram uma das maiores influências para a sua sonoridade, estética e actuações. [carece de fontes?]
Os primeiros temas foram criados rapidamente e Holocausto Canibal concretizou a sua primeira aparição ao vivo em 22 de Março de 1998, na Discoteca Cairo, na cidade do Porto.  [carece de fontes?]
Após uma curta série de concertos pelo seu país nativo, a banda reuniu-se para gravar a sua primeira e única demo, intitulada "oPus I", que consistia numa gravação de ensaio do seu alinhamento actual. Lançada em 1998, "oPus I" recebeu boas críticas da imprensa local e nacional, o que rapidamente marcou o lugar de Holocausto Canibal na cena extrema portuguesa.
Ainda em 1998, Z. Pedro e Nuno P. visitaram o Instituto de Medicina Forense do Porto para uma sessão de fotos que posteriormente seria publicada no primeiro número da Loud! Magazine (maior publicação portuguesa de metal) e ali se cruzaram com o Professor José Eduardo Pinto da Costa, num momento que crucialmente influenciou a sua temática lírica na abordagem que faziam de temáticas gore e de horror. Numa conversa tida nessa sequência, o Professor ofereceu-lhes um atlas de medicina, um livro que desde então se tornou a fonte de inspiração para as suas letras, conhecidas pelo uso de termos técnicos e pela abordagem complexa que fazem da medicina.
Um ano depois o vocalista Ricardo S. abandona o colectivo e Carlos entra para o seu lugar. Nesse mesmo ano e nessa sequência Holocausto Canibal iniciou as gravações do seu primeiro longa.duração nos estúdios Rec'n'Gore. Baptizado "Gonorreia Visceral", este trabalho foi lançado em Fevereiro de 2000 pela editora So Die Music e consolidou definitivamente o estatuto da banda na cena portuguesa, numa altura em que o black metal estava em ascensão em Portugal e a maioria das bandas portuguesas de death metal estavam em hiatos indefinidos, o que lhes permitiu tocar nos maiores festivais de música extrema no seu país.[carece de fontes?]
A capa de "Gonorreia Visceral" foi criada com recurso a imagens reais e não desenhos, tornando este disco no primeiro álbum de música portuguesa a exibir uma capa concebida dessa forma. Esta tornou-se uma das características principais do trabalho da banda, tendo as capas dos trabalhos subsequentes sido criadas de forma semelhante. [carece de fontes?]
Graças à violência e brutalidade das suas capas, letras e actuações (conhecidas pelo uso de instrumentos cirúrgicos, sangue e carne), Holocausto Canibal rapidamente chamou a atenção dos media portugueses. [carece de fontes?]
Em Fevereiro e Abril de 2000 o baterista J. Lamelas e o vocalista Carlos, respectivamente, saíram de Holocausto Canibal. Ricardo S. foi novamente chamado para ocupar a vaga de vocalista e um novo baterista, Ivan S., foi recrutado.
Com uma formação composta por Z. Pedro no baixo, Nuno P. na guitarra, Ricardo S. na voz e Ivan S. na bateria, a banda cruzaria o seu país nativo espalhando a sua sonoridade em actuações que se tornariam infames.

### 2002 - 2006: "Sublime Massacre Corpóreo" e a exposição internacional
Contudo, o primeiro reconhecimento internacional surgiu apenas com o segundo longa-duração, "Sublime Massacre Corpóreo", lançado em 2002 novamente pela So Die Music.
Em 2001 a banda deu entrada nos Grave Studios em Braga para gravar o álbum cujos temas como "Violada Pela Motosserra", "Porno Hardgore" e "Cadavérica Ejaculação Espasmódica" rapidamente se tornaram clássicos do género em Portugal e que contou com a participação do actual teclista dos britânicos Anathema, Daniel Cardoso, nos teclados. [carece de fontes?]
"Sublime Massacre Corpóreo" definiu a sonoridade de Holocausto Canibal e foi o primeiro disco da banda a atravessar a fronteira devido à ampla distribuição pela Europa e Américas do Norte e Sul. Foi também este álbum que permitiu que a própria banda se deslocasse ao estrangeiro, desta vez com C. Guerra como vocalista, após a saída de Ricardo S. em Novembro de 2003 para dedicar o seu tempo à sua filha recém-nascida.
Abril de 2003 viu a entrada do guitarrista Nuno T., que preencheu a vaga de uma segunda guitarra e Holocausto Canibal tornou-se num quinteto pela primeira vez, mas não por muito tempo, pois Nuno T. abandonaria a banda em Julho de 2004.
Com esta formação a banda deu os seus primeiros concertos na República Checa e na Alemanha, em várias salas e festivais, tornando-se na primeira banda portuguesa a tocar em festivais de culto como o "Fuck The Commerce VII (2004] na Alemanha (que foi o seu primeiro concerto fora de Portugal e Espanha)  e o Obscene Extreme Fest (em 2005) na República Checa.
Um ano depois, Holocausto Canibal assinou um contrato com a alemã Cudgel Agency para gravar e lançar o seu terceiro álbum de originais, "Opusgenitalia".
Em Dezembro de 2005, antecipando um longo período de digressões, a banda recrutou o guitarrista Eduardo F. formando um quinteto pela segunda vez na sua história. No entanto, mais uma vez, esta formação não duraria, uma vez que Nuno P. deixou a banda no final de 2006.

### 2006 - 2011: "Opusgenitalia"
"Opusgenitalia" foi gravado por uma formação que consistia em Z. Pedro no baixo, Nuno P. nas guitarras e Ivan S. na bateria, mas desta vez Max T. foi chamado para captar as vozes, um convite que seria renovado em "Gorefilia" e "Larvas".
Apesar de terem escolhido novamente os Grave Studios para captar e misturar este novo trabalho, a masterização foi levada a cabo na Alemanha nos MegaWimp Studios.
Após vários atrasos causados pela natureza gráfica da sua capa (que foi constantemente censurada pelas autoridades alemãs), "Opusgenitalia" foi finalmente lançado em 2006 e exibia uma composição mais brutal e rápida, elevando a sonoridade da banda a um novo nível de agressividade e obscenidade. Temas como "Fetofilia - Incestuosa Sodomia Fetal", "Vulva Rasgada", "Amizade Fálica" e "Empalada Via Espinal Dorsal - Empalamento II" tornaram-se marcos do género em Portugal, à semelhança do que tinha acontecido anteriormente com alguns dos temas de "Sublime Massacre Corpóreo".
Este disco foi massivamente distribuido pelo mundo e apresentou a banda a novos públicos, permitindo-lhes tocar em novos países, como Eslováquia, Hungria, Finlândia, Itália, Áustria, em festivais como o Antitrend Bizarre Leprous Fest 2, Fekal Party 9 (República Checa), Fuck The Commerce XI (desta vez como co-cabeças de cartaz), Deathfeast Open Air 2008 (Alemanha), Tattoo Deathfest 2010 (Itália) [carece de fontes?], entre outros.
De Abril a Junho de 2006, o baterista Ivan S. foi forçado a sair temporariamente da banda para recuperar de uma lesão na perna. Diogo P. (que na altura tocava bateria em Fetal Incest, onde Z. Pedro também tocava baixo) foi recrutado como baterista para assegurar os concertos que estavam confirmados naquele período.
A primeira incursão transatlântica estaria quase a acontecer em 2008, uma vez que Holocausto Canibal foram confirmados para tocar o Central Illinois Metalfest, em Illinois, Estados Unidos da América a 19 de Julho, mas devido a uma recaída da lesão de Ivan S. esta aparição acabou por não acontecer. 
Ivan S. deixou a banda em Setembro de 2009 e Diogo P. entrou como baterista oficial. Nesta altura a formação estava completa com Z. Pedro no baixo (e único membro fundador), C. Guerra na voz e Eduardo F. na guitarra, tendo começado a preparar o seu quarto longa-duração.
Em Abril de 2011 a banda recrutou António C. como guitarrista de sessão.
Alguns meses depois, Holocausto Canibal foram convidados pelo realizador Tiago Pereira para participar no projecto "A Música Portuguesa A Gostar Dela Própria"", um arquivo online de vídeos criado por Tiago Pereira e Joana Barra Vaz para demonstrar a diversidade da música portuguesa. [carece de fontes?]. As imagens eram captadas ao ar livre e em locais estranhos, completamente distanciados da sonoridade dos artistas. Holocausto Canibal tornou-se na primeira banda de música extrema a fazer parte do projecto, participando com o tema "Gorgasmos - Orgásmicos Espasmos Gore" do seu primeiro álbum. [carece de fontes?]

### 2011 - 2014: "Gorefilia"
2011 foi também o ano que marcou o regresso da banda ao estúdio para gravar o seu novo longa-duração, o quarto da sua carreira. Tendo escolhido os 213 Studios e o produtor Bruno Silva para as captações e os Hertz Studios na Polónia e os produtores residentes Slawek e Wojtek Wieslawski (conhecidos pelo seu trabalho com bandas como Vader, Behemoth e Decapitated) para mistura e masterização, "Gorefilia" foi lançado em 2012 pela espanhola Xtreem Music (distribuição mundial) e Raising Legends/Raging Planet Records (distribuição em Portugal). 
"Gorefilia" é o trabalho mais maduro, completo e negro da banda, sendo descrito pelos próprios como um álbum conceptual baseado em parafilias.
Sendo o regresso de Holocausto Canibal aos longa-durações, seis anos após o lançamento de "Opusgenitalia", "Gorefilia" foi bem recebido pelos críticos, tendo sido altamente recomendado pela Terrorizer Magazine (a maior publicação de metal extremo a nível mundial) - "“A nasty helping of Portuguese gore Metal, anyone? Look no further than these mighty legends, brootal is an understatement!”  ("Alguém quer uma porção desagradável de Gore Metal Português? Então fiquem com estas grandes lendas, brutal é um eufemismo!" em português), escreveram. [carece de fontes?] -  e permitiu-lhes gravar os seus primeiros videoclipes, para os temas "Objectofilia Platónica" [carece de fontes?] e "Lactofilia Destalhada" [carece de fontes?].
O vídeo do primeiro single, "Objectofilia Platónica", estreou no programa "Curto Circuito"" (Sic Radical" em 22 de Novembro de 2012.
Um novo ciclo de digressão iniciou-se em Abril de 2012 no Steel Warrior's Rebellion - Barroselas Metalfest XV, após o lançamento de "Gorefilia" e umas semanas mais tardes C. Guerra deixou a banda. Nesta sequência, Ricardo S., vocalista de longa data de Holocausto Canibal, foi recrutado como vocalista de sessão. [carece de fontes?]
Depois de passarem a maior parte de 2012 em concertos por Portugal, 2013 marcou o regresso da banda aos palcos internacionais, tocando em Espanha, República Checa, Eslováquia, Alemanha, Itália e Suíça, em festivais como o Obscene Extreme 2013 (República Checa), Extremefest 2013 (Alemanha) [carece de fontes?], Carnage Feast 2013 (Suíça)[carece de fontes?] e o Vulgar Fest VIII (Itália) [carece de fontes?]. [carece de fontes?]
Devido à exposição concedida pelos media e pelos fãs a "Gorefilia", a banda foi convidada pelo escultor português João Onofre e pela curadora da Fundação de Serralves, Isabel Braga, para participar na performance "Box Sized DIE", que teve lugar a 30 de Novembro de 2013 e 23 de Fevereiro de 2014 no Palácio de Cristal, no Porto. [carece de fontes?] 
"Box Sized Die" é um cubo de metal preto de 183cm acusticamente isolado. Influenciado por uma escultura minimalista de Tony Smith, Onofre convidou os Holocausto Canibal para tocar dentro dele. A performance não tem duração específica, pelo que a banda toca até ficarem sem oxigénio, terminando no momento em que abrem a porta com receio de asfixia.  
A primeira performance foi interrompida pelo artista aos 27 minutos, que receou que algum dos membros tivesse desmaiado, mas ainda assim Holocausto Canibal estabeleceu um novo recorde, uma vez que nenhuma outra banda tinha tocado por tanto tempo seguido. Contudo, na segunda performance a banda quebrou o seu próprio recorde, tocando durante 35 minutos sem parar.

### 2014 - actualmente
O ciclo promocional de "Gorefilia" terminou em Outubro de 2013 e a banda rapidamente se concentrou em gravar novos temas, dividindo o seu tempo novamente entre os 213 Studios e o produtor Bruno Silva nas captações e os Hertz Studios com Slawek e Wojtek Wieslawsky na mistura e masterização. 
Com um contrato assinado com a editora de culto Bizarre Leprous Production, Holocausto Canibal lançaram "Larvas" em May 2014 e prepararam um novo ciclo de digressões para promover este novo trabalho. Nesse mesmo mês os Holocausto Canibal pisariam pela primeira vez o Reino Unido.[carece de fontes?]
A sua agenda inclui também a primeira incursão pelo Brasil em Agosto [carece de fontes?] e a sua estreia nos Países Baixos, como co-cabeças de cartaz do Grindfeast XL em Arnhem.
Num artigo publicado pela Loud! Magazine sobre o décimo aniversário de "Sublime Massacre Corpóreo", os Holocausto Canibal revelaram os seus planos para regravar a demo "oPus I" e o primeiro álbum "Gonorreia Visceral"" como parte das celebrações dos 15 anos do lançamento deste trabalho.[carece de fontes?]. Meses depois, numa entrevista sobre "Larvas", esta intenção foi confirmada, tendo a banda apontado o ano de 2015 para o lançamento deste trabalho, revelando também que estavam já a trabalhar num novo longa-duração. [carece de fontes?]

## Exposição nos media
Devido à brutalidade da sua sonoridade, letras e estética, os Holocausto Canibal chamaram a atenção dos media portugueses desde os primeiros dias, tendo participado em oito reportagens sobre música extrema, transmitidos em horário nobre por dez canais diferentes, o que é um caso único no que toca a bandas extremas em Portugal.
A primeira aparição televisiva ocorreu em 1999 na reportagem "Sons Do Extremo", dirigida pela jornalista Margarida Marante no programa "Esta Semana", transmitido na SIC. A reportagem contém uma entrevista com Z. Pedro, J. Lamelas e Carlos e excertos de um concerto de 5 de Outubro de 1999 no Porto.
Na primeira edição do Big Brother português, transmitido em 2000, foi permitido que os concorressem acedessem à internet para comprar presentes de Natal para os seus familiares e amigos. Um dos presentes escolhidos foi uma cópia do primeiro álbum de Holocausto Canibal, "Gonorreia Visceral", e a esse acto seguiu-se uma longa conversa sobre a banda e sobre música extrema.
Em 2002, Z. Pedro foi entrevistado pelo jornalista Carlos Pinto Coelho no programa "Acontece", (transmitido na RTP 2, RTP África e RTP Internacional).
Algumas celebridades portuguesas também promoveram ou falaram sobre a banda em canais televisivos nacionais, tais como o escritor José Luís Peixoto, que foi entrevistado no programa "Câmara Clara" (transmitido na RTP 2, RTP África e RTP Internacional) e recitou um poema de Fernando Pessoa usando uma t-shirt de Holocausto Canibal.
Holocausto Canibal foram também a primeira banda de música extrema a participar no programa "Aquário" (transmitido pelo Porto Canal), em Janeiro de 2009. A banda foi convidada por Sérgio Mourão a tocar um set inteiro, que incluía na altura os temas "Cadavérica Ejaculação Espasmódica", "Empalamento", "Punição Anal", "Fetofilia - Incestuosa Sodomia Fetal" e "Vulva Rasgada", entre outros. 
A banda foi também mencionada no sketch "Bichas Modernas - Manifestação Contra Concerto de Sizzla" do programa "Estado De Graça" (transmitido em Abril de 2012 na RTP 1) e interpretado pelos comediantes Joaquim Monchique, Manuel Marques e Eduardo Madeira, tendo sido incluído no DVD "Estado De Graça - Best Of, Vol. 1" [carece de fontes?]
Holocausto Canibal foram convidados pelo realizador Tiago Pereira para participar no projecto "A Música Portuguesa A Gostar Dela Própria"", um arquivo online de vídeos criado por Tiago Pereira e Joana Barra Vaz para demonstrar a diversidade da música portuguesa. [carece de fontes?]. As imagens eram captadas ao ar livre e em locais estranhos, completamente distanciados da sonoridade dos artistas. Holocausto Canibal tornou-se na primeira banda de música extrema a fazer parte do projecto, participando com o tema "Gorgasmos - Orgásmicos Espasmos Gore" do seu primeiro álbum. [carece de fontes?]
Em 2011 foram convidados pelo realizador Tiago Pereira para participar no projecto "A Música Portuguesa A Gostar Dela Própria"", um arquivo online de vídeos criado por Tiago Pereira e Joana Barra Vaz para demonstrar a diversidade da música portuguesa. [carece de fontes?]. As imagens eram captadas ao ar livre e em locais estranhos, completamente distanciados da sonoridade dos artistas. Holocausto Canibal tornou-se na primeira banda de música extrema a fazer parte do projecto, participando com o tema "Gorgasmos - Orgásmicos Espasmos Gore" do seu primeiro álbum. [carece de fontes?]
e em Fevereiro de 2012 este vídeo fez parte de uma reportagem sobre este projecto que foi transmitida no "Telejornal" (na RTP 1). 
O vídeo do primeiro single, "Objectofilia Platónica", estreou no programa "Curto Circuito"" (Sic Radical" em 22 de Novembro de 2012.

## Integrantes
A formação dos Holocausto Canibal actualmente é composta pelo baixista e membro fundador Z. Pedro, pelos guitarristas Eduardo F. e António C., e pelo baterista Diogo P., sendo assistidos ao vivo por Ricardo S. como vocalista de sessão.
Alguns trabalhos da banda contaram com participações de outros músicos como convidados ou membros de estúdio. Daniel Cardoso, dos britânicos Anathema, assegurou os teclados em "Sublime Massacre Corpóreo"[carece de fontes?], enquanto Max T. (dos portuenses Colosso) fez as vozes principais em "Opusgenitalia", "Gorefilia" e "Larvas".

### Actuais
- Z. Pedro - baixo (1997 - actualmente)
- Eduardo F. - guitarra (Dezembro de 2005 - actualmente)
- Diogo P. - bateria (Abril de 2006 - Junho de 2006 como baterista de sessão; Setembro de 2009 - actualmente)
- António C. - guitarra (April 2011 - present)
- Ricardo S. - vocalista de sessão (1997 - Abril de 1999; Abril de 2000 - Novembro de 2003; Junho de 2012 - actualmente)

### Antigos
- J. Lamelas - bateria (1997 - Fevereiro de 2000)
- Carlos - voz (Junho de 1999 - Abril de 2000)
- Nuno T. - guitarra (Abril de 2003 - Julho de 2004)
- Nuno P. - guitarra (1997 - Dezembro de 2003; Julho de 2004 - Junho de 2006; Outubro de 2010 como guitarrista de sessão em dois concertos)
- Ivan S. - bateria (Julho de 2000- Setembro de 2009)
- C. Guerra - voz (Novembro de 2003 - Maio de 2012)

### Músicos convidados e de estúdio
- Max T. (Colosso) - vozes principais em "Opusgenitalia", "Gorefilia" e "Larvas" (2005-2014)
- Daniel Cardoso (Anathema) - teclados em "Sublime Massacre Corpóreo" (2002)
- Charles Sangnoir (La Chanson Noire) - letra de "Putrescência Necromântica" (de "Gorefilia", 2012)
- Fabrice Costeira - samples em "Gorefilia" (2012)
- David Soares - letra de "Acrotomofilia Zoófila" (de "Gorefilia", 2012) e "Imundo Bizarro" (de "Larvas", 2014)
- Fuse (Dealema) - voz e letra de "Supremacia Carnívora", "Vorarefilia - Antropofagia Autoinfligida II" e "Fascínio Paradoxal" (de "Gorefilia", 2012)
- Miguel Newton (Mata-Ratos) - voz em "Gore & Gajas" (from "Gorefilia", 2012)
- Nocturnus Horrendus - vocals on "Orifícios" (from "Gorefilia", 2012)
- Nuno P. - guest solos on "Colapso Clismafílico", "Compulsão Mucofágica", "Acrotomofilia Zoófila", "Vorarefilia - Antropofagia Auto-Infligida II", "Putrescência Necromântica" (from "Gorefilia", 2012); "Corrosão Uretral" and "Imundo Bizarro" (from "Larvas", 2014)

## Discografia
Os Holocausto Canibal lançaram quatro álbuns de originais, dois EPs, três splits, um álbum compilatório e uma demo e participaram em inúmeros tributos lançados por todo o mundo. Os seus trabalhos foram distribuídos através de mais de 14 editoras e distribuidoras diferentes de países como Brasil, Colômbia, Alemanha, Indonesia, Itália, Portugal, Estados Unidos da América, República Checa, Eslováquia, México, Áustria, entre outros.
"Gonorreia Visceral", "Sublime Massacre Corpóreo", "Opusgenitalia" e "Gorefilia" são os quatro longa-duração, enquanto que "Visceral Massacre Memorabilia" é uma compilação dos dois primeiros álbuns com algum material inédito.
Lançaram também a cassete "Compêndio de Aversões", um EP que contém algumas covers inéditas, e "Larvas", um EP composto por quatro novos temas, seis temas captados ao vivo no Obscene Extreme Fest 2013 e três remixes de temas do álbum "Gorefilia". 
A banda lançou também três splits, o primeiro com os italianos Grimness 69 em 2003 e o segundo com os espanhóis Mixomatosis. O terceiro split (com os alemães Kadaverficker) foi lançado exclusivamente no Extremefest em 2013 e rapidamente esgotou [carece de fontes?].
Bastante activos a participar em compilações, Holocausto Canibal participaram em vários tributos a bandas como Dead Infection, Cock And Ball Torture ou as lendas do punk rock português  Mata-Ratos. [carece de fontes?]

### Álbuns
- Gonorreia Visceral (2000)
- Sublime Massacre Corpóreo (2002)
- Opusgenitalia (2006)
- Gorefilia (2012)

### EPs e splits
- Libido Dispareunia (split com Grimness 69) (2003)
- Morbosa Carnosidade Putrefacta (split com Mixomatosis) (2005)
- Holocausto Canibal/Kadaverficker (7" split com Kadaverficker) (2013)
- Compêndio de Aversões (tape EP) (2013)
- Larvas (EP) (2014)

### Compilações
- Visceral Massacre Memorabilia (2008)

### Demos
- oPus I (tape) (1998)

### DVD
- Obscene Extreme 2005 (Obscene Productions) (2005)
- Fekal Party 9 (L'Infantille Collective) (2011)

### Outros lançamentos
- Promúsica #45 (compilation, Promúsica (2000)
- Divergências (compilation, Independent Rec.) (2004)
- Obscene Extreme 2005 (compilation, Obscene Productions) (2005)
- Lithanies Of Purulent Death (compilation, Infernal Scum Recs.) (2006)
- Círculo De Fogo #4 - Melomania (compilation) (2008)
- Tribute To Porn (compilation, Idle Hands Destroy Lives (2009)
- 100 Bands Who Do 10 Sec. Of Stuff On A 7" EP (compilation, N.H.D.I.Y.S.T. Records) (2010)
- Grind Your Fucking Face Off!!! (compilation, Idle Hands Destroy Lives) (2010)
- In Gore We Grind III - A Collection Of Killers (compilation, Bootleg Rec./Buried In Hell) (2010)
- Splatter Fetish II (compilation, Parkinson Wankfist Pleasures/Alarma Rec.) (2010)
- Covers, C* e Mamas: o Tributo Ideal - Mata-Ratos Tribute (Hellxis Records) (2010)
- Bulldozers United: A Tribute to C*ck And Ball Torture (Mierdas Prod.) (2011)
- Goth'n'Rock Productions: IV Chapter  (Raising Legends Records) (2012)
- Obscene Extreme 2013 (compilation, Obscene Productions) (2013)
- Spanish (and guests) Tribute to Dead Infection (Base Records) (2014)
- 13 Metal Compilation Vol. III (2014)